# Lego City Undercover: The Chase Begins
Lego City Undercover: The Chase Begins est un jeu vidéo d'action-aventure développé par TT Fusion et édité par Nintendo, sorti en 2013. Il s'agit d'une version dédiée à la Nintendo 3DS qui est la partie antérieure du jeu Lego City Undercover. Le jeu s’inspire de la gamme Lego City.

## Synopsis
Chase McCain s’engage dans la police de Lego City où il devra mettre en prison divers criminels. Il découvrira l’existence de Rex Fury, un dangereux criminel traqué sans relâche par la police de Lego City. Chase cherche, au fil du jeu, des pistes pour mettre Rex Fury sous les barreaux.

## Système de jeu
Lego City Undercover: The Chase begins est un jeu en trois dimensions où le joueur incarne l’officier de police Chase McCain. Durant le jeu vidéo, le joueur doit, en plus d’accompir des missions données par le jeu vidéo lui-même, trouver divers objets de collection comme des nouveaux déguisements ou des briques rouges. La ville de Lego City se divise en plusieurs quartiers : 
- Cherry Tree Hills : C’est là où se trouve le commissariat de police de Lego City. C’est d’ailleurs le premier endroit où le joueur accomplit des missions et aussi le quartier principal des Lego City.
- Albatros Island : Sur cette île  se trouve la prison d’albatros où sont  renfermés tous les plus dangereux criminels. Contrairement aux autres quartiers il n’y a pas de voitures.
- Auburn : constitué principalement d’un port et de docks, Auburn est un quartier en pleine reconstruction notamment avec le projet de construction du Pont d’auburn.
- Fort meadows : Ville très végétale et où habite la plupart des fermiers, Fort Meadows est un endroit très agricole et pas très urbain.
- Appolo Island : C’est une île servant de base spatiale aux astronautes. Il y a là-bas une grande navette spatiale. Il n’y a pas beaucoup de véhicules sur cette île.
- Forêt de Bluebell : La forêt de Bluebell est une forêt dont la végétation est très dense. Là-bas se trouve aussi un temple  pour les ninjas.
- Centre-ville : Comme son nom l’indique c’est le centre-ville de la ville de Lego City. Il y a une grande roue et la plupart des grands magasins se trouvent là-bas.

## Accueil
- Jeuxvideo.com : 12/20[1]